# 布赫曼畫廊
布赫曼畫廊（Buchmann Galerie），是一所推動國際當代藝術的畫廊，於瑞士及德國均設有分館。

## 歷史
1975年，艾莉娜（Elena）及菲力克斯·布赫曼（Felix Buchmann）在瑞士聖加侖攜手創辦布赫曼畫廊。1983年至1998年期間，畫廊搬遷到巴塞爾，鄰近巴塞爾當代藝術博物館。時至今天，畫廊於阿格拉及盧加諾設有分館。
1995年，安德烈·布赫曼（André Buchmann）開設德國的第一間布赫曼畫廊，地點設在科隆。自2005年開始，畫廊搬遷到柏林市中心夏洛滕街（Charlottenstrasse），兩個展示間座落於查理檢查哨及御林廣場之間。自2008年開始，安德烈·布赫曼成為伍珀塔爾克拉格基金會（Cragg Foundation  Wuppertal）董事會成員。

## 藝術家
布赫曼畫廊合作過許多國際新晉及資深藝術家，其作品類型涵蓋雕塑、繪畫、錄像及攝影。代表性的藝術家包括：安娜與伯恩哈德·布卢姆、丹尼尔·布伦、劳伦斯·卡罗尔、東尼·克拉格、马丁·迪斯勒的遺作、阿爾伯特·加魯提（Alberto Garutti）、拉費·卡倫德里安（Raffi Kalenderian）、沃尔夫冈·莱布、宫岛达男、維爾漢姆·穆德特（Wilhelm Mundt）、贝蒂娜·波斯提、菲奥纳·瑞伊、约尔·斯坦菲尔德、威廉·塔克、菲利斯·瓦里尼及克莱尔·伍兹。
畫廊與當中幾位藝術家們從他們早期生涯開始便建立了合作關係，包括東尼·克拉格（由1983年至今）、沃尔夫冈·莱布（由1987年至今）、菲奥纳·瑞伊（由2000年至今）、宫岛达男（由1994年至今）、贝蒂娜·波斯提（由2005年至今）、劳伦斯·卡罗尔（由1994年至今）、丹尼尔·布伦（由1989年至今）。畫廊亦自2013年開始展出马丁·迪斯勒的遺作。
畫廊代表的藝術家作品於世界各地主要藝術展覽及機構展出，包括威尼斯雙年展、卡塞爾文獻展、卡內基美術館及紐奧良雙年展。他們亦榮獲多個藝術獎，其中丹尼尔·布伦及東尼·克拉格於2007年及沃尔夫冈·莱布於2015年榮獲藝術界最高榮譽的高松宮殿下紀念世界文化獎（Praemium Imperiale）。
畫廊代表的藝術家作品亦成為以下各公共空間的永久及短期藏品：
- 丹尼尔·布伦：《Les Deux Plateaux》，巴黎皇家宮殿
- 宫岛达男：《Fortress of Human Rights》，日內瓦大學
- 東尼·克拉格：《Caldera》，薩爾斯堡馬克廣場
- 阿爾伯特·加魯提：《Piccolo Museion》，波札諾當代藝術館
- 威廉·塔克：《Victory》，布宜諾斯艾利斯紀念公園項目
- 贝蒂娜·波斯提：《Echo》，柏林臨時藝術館
- 菲利斯·瓦里尼：《Otto rettangoli rossi》，盧加諾當代藝術館
- 克莱尔·伍兹：《Carpenters Curve》，倫敦奧運公園

## 藝博會
布赫曼畫廊定期參加全球最重要的藝術博覽會，包括巴塞爾藝術展（巴塞爾、邁阿密、香港），巴黎國際當代藝術博覽會（Fiac）、科隆藝術展、紐約的军械库展览会、芝加哥展及馬斯特里赫特的歐洲精緻藝術博覽會等。

## 博物館
Buchmann Galerie 代表的藝術家作品亦成為以下機構的的公眾藏品：
- 納西爾雕塑中心（英语：Nasher_Sculpture_Center），達拉斯
- 新南威爾士美術館，悉尼
- 现代艺术陈列馆，慕尼黑
- 斯图加特艺术博物馆
- 北莱茵-威斯特法伦艺术品收藏馆，杜塞道夫
- 伯恩美術館
- 聖加侖美術館（德语：Kunstmuseum St. Gallen）
- 瑞士義大利藝術博物館，盧加諾
- 蘇黎世美術館
- 龐畢度中心，巴黎
- 斯特拉斯堡現代藝術博物館
- 南特美術館
- 讓大公現代美術館（MUDAM），盧森堡
- 比利时皇家美术博物馆
- 豐田市美術館（日语：豊田市美術館）
- M+，香港

## 外部連結
1. 畫廊網站 （页面存档备份，存于）
2. Cragg Foundation （页面存档备份，存于）